# Județul Dâmbovița
Dâmbovița este unul dintre cele 41 de județe ale României. Face parte din regiunea istorică Muntenia și din regiunea de dezvoltare Sud-Muntenia (alături de Argeș, Prahova, Teleorman, Giurgiu, Ialomița și Călărași). Județul Dâmbovița, este o unitate administrativă teritorială tradițională, menționată documentar ca atare, prima oară, în 1512, când administrarea sa era asigurată de către un vornic de Târgoviște. 
Are o suprafață de 4.054 km² (1,7 % din suprafața țării).
La 1 Decembrie 2021 populația județului era de 479.404 locuitori.  În județ sunt 7 orașe (Târgoviște, Moreni, Pucioasa, Fieni, Găiești, Titu, Răcari), și 82 de comune cu 361 de sate. Orașele Târgoviște și Moreni au statut de municipiu.
Reședința județului Dâmbovița este la Târgoviște, acesta fiind cel mai important centru economic, politic, administrativ și cultural al județului.

## Populație
Conform Recensământului din 2021 județul Dâmbovița are o populație de 479.404 locuitori dintre care români 417.521 (87,09%), romi 18.981 (3,96%), bulgari 1.487 (0,31%), sârbi 465 (0,1%), alte etnii 609 (0,13%) și necunoscută 40.341 (8,41%).
Populația rezidentă din mediul urban reprezintă 27,1% din total (129948 persoane), iar persoanele rezidente  de sex feminin reprezintă 51,0% din total.
Din punctul de vedere al mărimii populației rezidente, județul Dâmbovița se situează pe locul 15 în ierarhia județelor.
Educație Din totalul populației rezidente a județului Dâmbovița, 47,3% au nivel mediu de educație (postliceal, liceal, profesional, învățământ complementar sau de ucenici), 41,5% nivel scăzut (preșcolar, primar, gimnazial sau fără școală absolvită) și 11,2% nivel superior.
Etnie Dintre persoanele care și-au declarat etnia, s-au declarat români 417,5 mii persoane (95,1%). Populația de etnie romă a fost de 19,0 mii persoane (4,3%) urmată de bulgari cu 1,5 mii persoane (0,3%) și de sârbi cu 0,5 mii persoane (0,1%).
Religie 96,6% dintre persoanele care au declarat religia sunt de religie ortodoxă urmată de religia Penticostală (1,4%), de cea Adventistă de Ziua a Șaptea (0,6%) și de religia Creștină după Evanghelie cu 0,5%.
Densitatea populației de 128 loc/km² este una dintre cele mai mari din țară (locul 4, după județele Ilfov, Prahova și Iași).
Cele mai populate localități sunt:
- Târgoviște 66965 locuitori
- Moreni 15472 locuitori
- Pucioasa 12953 locuitori
- Găești 12583 locuitori

## Economie
Statistici societăți comerciale din județul Dâmbovița în 2023:
Firme: 44.276 agenți economici (1,75% din totalul agenților economici din România)
Cifră de afaceri: 25 Miliarde lei (5,7 Miliarde euro) (1% din cifra de afaceri a României)
Angajați: 51.463 - 1,26% din totalul de angajați din României
Profit: 2,3 Miliarde lei (523,1 milioane euro) - 0,47% din profitul net realizat în România

### Firme din Dâmbovița
Top 10 societăți comerciale după cifra de afaceri (statistici 2023):
1. ARCTIC SA 3,4 Miliarde lei (780,1 milioane euro)
2. SUN GARDEN MANAGEMENT 1,4 Miliarde lei (313,6 milioane euro)
3. NIMET SRL 633,4 milioane lei (144 milioane euro)
4. CENTRAL MORENI SRL 625,5 milioane lei (142,2 milioane euro)
5. IVECO DEFENCE VEHICLES ROMANIA S.R.L. 456,2 milioane lei (103,7 milioane euro)
6. ASO CROMSTEEL S.A. 454 milioane lei (103,2 milioane euro)
7. ROMBEER CRINGASU SRL 444,4 milioane lei (101 milioane euro)
8. TONELI HOLDING S.A. 308 milioane lei (70 milioane euro)
9. MARISTAR COM SRL 278,5 milioane lei (63,3 milioane euro)
10. TELE LUNA SERVICE S.R.L. 263,5 milioane lei (59,9 milioane euro)

Top 10 societăți comerciale după numărul de angajați (statistici 2023):
1. ARCTIC SA 4.059 angajati
2. SUN GARDEN 910 angajati
3. NIMET SRL 799 angajati
4. COMPANIA DE APA TARGOVISTE-DAMBOVITA SA 698 angajati
5. OTELINOX SA 594 angajati
6. ROMARM S.A. UZINA MECANICĂ MIJA S.A. 549 angajati
7. KABLUTRONIK S.R.L. 487 angajati
8. ASO CROMSTEEL S.A. 428 angajati
9. TONELI HOLDING S.A. 406 angajati
10. TREI BRUTARI S.A. 406 angajati

## Geografie
Județul Dâmbovița are o suprafață de 4.054 km² (1,7 % din suprafața țării). Este situat în partea central-sudică a țării, suprapunându-se bazinelor hidrografice ale râurilor Ialomița și Dâmbovița.
Județele vecine sunt:
- Brașov la nord;
- Prahova la est;
- Ilfov la sud-est;
- Giurgiu la sud;
- Teleorman la sud-vest;
- Argeș la vest.

Altitudinea maximă se înregistrează în Vârful Omu (2505 m) din Munții Bucegi, iar cea minimă de cca 120–125 m, în Câmpia Titu. 

### Relief
Teritoriul este dispus în trei trepte de relief, ce se succed de la nord spre sud pe o diferență de nivel de cca. 2400 m; acestea sunt alcătuite din munți (9 %), dealuri (41 %) și câmpii (50 %). Etajat de la câmpia joasă până la cele mai înalte piscuri ale Munților Bucegi, relieful județului Dâmbovița prezintă o mare diversitate peisagistică. Succesiunea treptelor de relief poartă atât amprenta factorilor geologici, cât și a celor fiziogeografici, care au participat activ la formarea și evoluția lor. Cea mai veche și mai înaltă unitate de relief, situată în partea de nord a județului, este formată de munții Leaota și Bucegi. Primul masiv, fiind alcătuit din șisturi cristaline, se deosebește ca morfologie de Munții Bucegi, în a căror alcătuire predomină calcarele, gresiile și conglomeratele.
Subcarpații alcătuiesc cea de-a doua treaptă de relief și ocupă 23% din suprafața județului. Din punct de vedere geologic sunt alcătuiți din depozite paleogene la nord și neogene la sud. Aproape toată gama formațiunilor este cutată într-o succesiune latitudinală de sinclinale și anticlinale puternic faliate. Nota dominantă a reliefului o dau fenomenele de alunecare și de eroziune torențială, care scot din circuitul agricol suprafețe apreciabile de teren. Piemontul Cândești constituie o treaptă de relief care se deosebește prin alcătuirea geologică, tectonică și morfologică atât de Subcarpați, cât și de zona de câmpie. Interfluviile sunt netede, împădurite, ușor înclinate spre sud și fragmentate de văi mult mai adâncite în cuvertura de pietrișuri. Câmpiile, care ocupă peste 50% din suprafața județului, alcătuiesc cea mai joasă și cea mai tânără treaptă de relief. Orientarea generală a interfluviilor , nord-vest—sud-est, panta mică a acestora, lățimea și gradul slab de fragmentare dau nota dominantă a acestei unități. Din forajele existente se constată prezența unei cuverturi de pietrișuri de grosimi variabile peste care stau depozite loessoide sau de luncă. În condiții specifice de climă și vegetație, pe aceste depozite s-au format cele mai fertile soluri din județ.

#### Munții

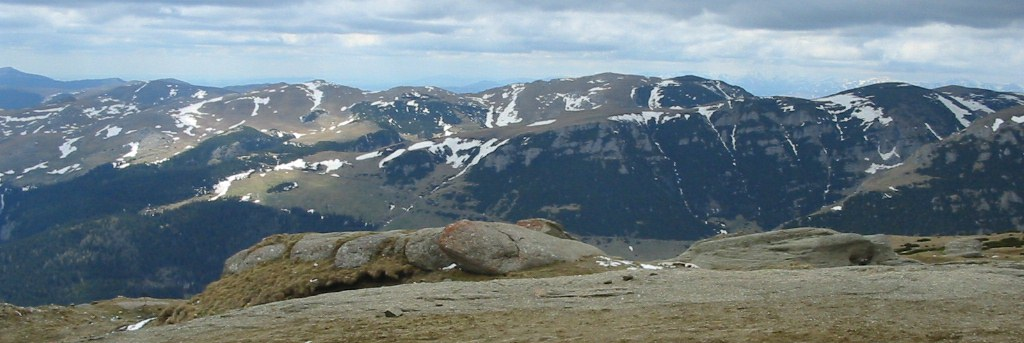
Munții Bucegi

Unitatea montană carpatică, situată în partea de nord, cuprinde două masive – Leaota și Bucegi - complet diferite ca structură geologică și înfățișare. Masivul Leaota este alcătuit predominant din șisturi cristaline cu pante domoale și culmi rotunjite. Văile sunt puternic adâncite, însoțite de versanți cu înclinare moderată, având înălțimile cele mai mari în Vârful Leaota: 2133 m.
Masivul Bucegi, alcătuit predominant din gresii și conglomerate și numai parțial din calcare, are înălțimi frecvente peste 2000 m: vârful Omu - 2505 m, vârful Doamnele - 2402 m, vârful Bătrâna 2181 m. Este bine marcat în ansamblul peisajului carpatic prin abrupturile sale marginale, ce pun în evidență flancurile externe prin varietatea reliefului său. Alternanța de gresii, marne și conglomerate, neuniformitatea litologică a conglomeratelor au condiționat apariția prin dezagregare și eroziune diferențială, a unui relief rezidual de turnuri și coloane ce iau forme dintre cele mai bizare cele mai cunoscute fiind Babele și Sfinxul. În bazinul superior al Ialomiței domină relieful carstic, cu abrupturi, hornuri (Hornurile Țapului), doline, chei (Horoabele, Urșilor, Peșterii, Tătarului, Zănoagei, Orzei), peșteri (Ialomiței). Relieful structural este evidențiat prin suprafețele structurale, abrupturi, brine și polițe structurale. În bazinul superior al Ialomiței sunt localizate, de asemenea, numeroase urme ale glaciațiunii cuaternare: circurile de sub Mecetul Turcesc și de la obârșia văii Sugărilor, văi glaciare, custuri, morene.

#### Dealurile

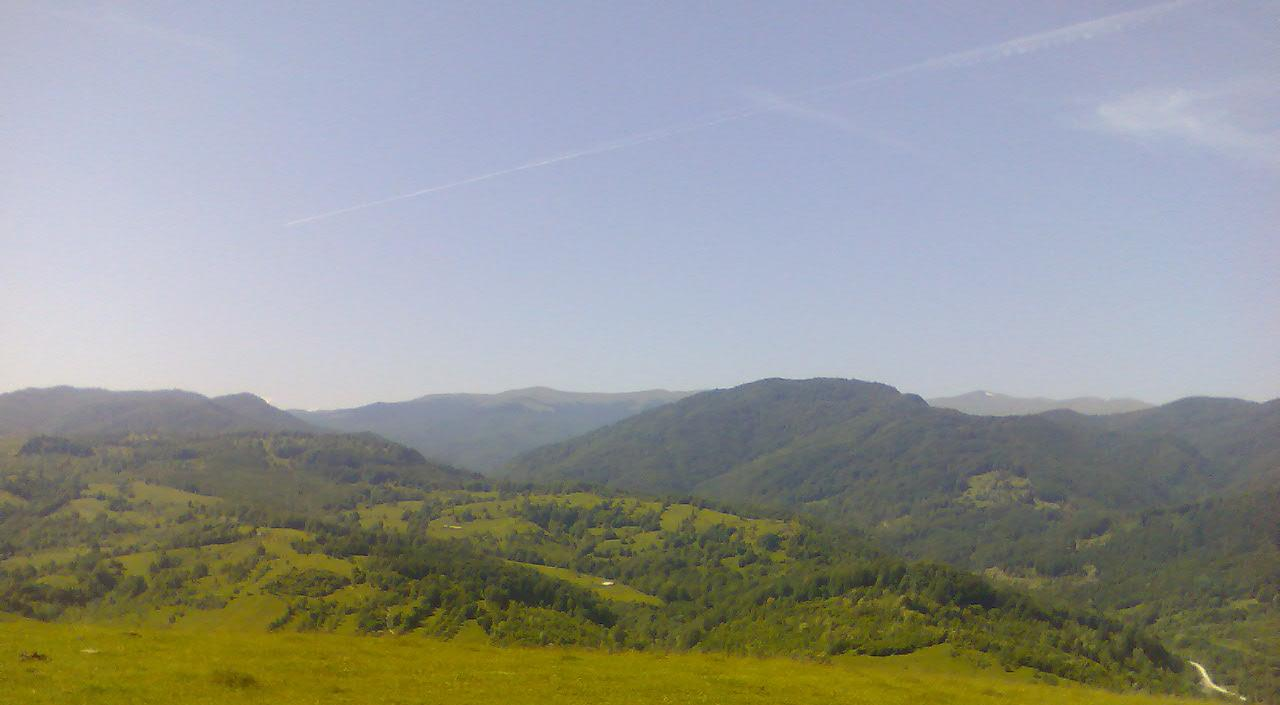
Dealuri in Nordul Județului

Subcarpații Ialomiței formează treapta colinară înaltă ce constituie partea central-nordică a județului. Sunt alcătuiți dintr-o asociere de dealuri și depresiuni, acestea din urmă fiind generate de eroziunea diferențială și dispuse în lungul văilor principale. Un prim aliniament îl formează Subcarpații interni, alcătuiți din fliș cretacic și paleogen, în care se dezvoltă pinteni prelungi cu înălțimi de 800–900 m, situați la baza masivelor Bucegi și Leaota. În lungul văilor apar primele depresiuni de contact : Moroieni-Pietroșița pe Ialomița și Runcu pe Ialomicioara. Spre sud se află o succesiune de dealuri și depresiuni : Dl. Micloșanilor (800 m), Dealul Mare, Dl. Platul Sârnei, Depr. Bărbulețu-Râul Alb și Depr. Bezdead. Alternanța gresiilor, marnelor și argilelor puternic cutate, a sinclinalelor și anticlinalelor fac ca eroziunea să fie intensă, procesele de versant foarte active : în lungul principalelor văi apare un nou uluc depresionar: Voinești-Aluniș-Vulcana-Pucioasa-Vișinești-Sultanu-Valea Lungă. Subcarpații externi, formați din depozite miopliocene, mai puțin dure, formează o treaptă mai coborâtă și relativ mai uniformă de unde și denumirea frecventă de plaiuri (Plaiul Măgurei, Plaiul Cărpiniș etc ). Sinclinalele și anticlinalele sunt acoperite de o cuvertură groasă de pietrișuri și nisipuri în care apele au sculptat un șir de depresiuni (Doicești, Ocnița, Iedera-Moreni). Față de zona de câmpie din sud, dealurile subcarpatice se termină prin denivelări de 40–60 m, întrerupte în dreptul văilor mari de golfuri de câmpie care pătrund printre acestea. Piemontul Cândești, situat la vest de valea Dâmboviței, formează treapta colinară mai joasă (300–550 m) ce intră în alcătuirea teritoriului județului Dâmbovița. Este reprezentant doar prin platoul interfluvial, ușor înclinat, dintre culoarele depresionare ale văilor Dâmbovița și Potopu.

#### Câmpiile
Câmpia Română ocupă cca jumătate din suprafața județului . Ea este reprezentată prin câmpia înaltă a Dâmboviței și Ialomiței și prin câmpia de subsidență a Titului. Câmpia înaltă este alcătuită din câteva prelungiri, sub formă de pinteni, ale Piemontului Cândești (Câmpia Picior de Munte, la vest de Dâmbovița) sau a unor fragmente de piemont (Pintenul Măgurii, la est de Ialomița) din Câmpia Târgoviștei, rezultată din unirea conurilor piemontane ale Dâmboviței și Ialomiței și din Câmpia Cricovului. Câmpia de subsidență a Titului este formată din câmpuri interfluviale înguste, separate de văi cu albii instabile, cu zone de înmlăștinare și cu numeroase albii părăsite. Caracterul esențial este dat de faptul că luncile au o lățime foarte mare, devenind uneori comune pentru două râuri vecine (lunca Argeș-Sabar).
La sud-vest de Argeș, câmpia se înalță mai mult față de văile care o drenează, urmând o înclinare nord-vest – sud-est, relativ similară cu cea a piemontului pe care de fapt câmpia îl continuă; este o porțiune din Câmpia Găvanu – Burdea.

### Hidrografie

#### Apele de suprafață
Rețeaua hidrologică din județul Dâmbovița aparține la două sisteme hidrografice distincte: cel al Ialomiței, în jumătatea de nord-est, și cel al Argeșului în jumătatea de sud-vest. Densitatea rețelei de râuri variază între 0,5 și 0,8 km/km2 în zona montană, între 0,3 și 0,5 km/km2 în zona subcarpatică și între 0,3 și 0,4 Km/Km2 în zona joasă.
Râul Ialomița izvorăște de pe versantul sudic al masivului Bucegi și părăsește teritoriul județului în amonte de confluența cu râul Cricovul Dulce, având o suprafață de bazin de 1208 km2 și o lungime de 132 km. Panta medie a râului pe teritoriul județului este de l7,5%.
Râul Argeș, ale cărui izvoare se găsesc pe versanții sudici ai Munților Făgăraș, străbate județul pe o lungime de 47 km, la intrarea în județ având o suprafață de bazin de 3590 km2 și o lungime de 130 km, iar la ieșirea din județ o suprafață de 3740 km2 și respectiv lungimea de 177 km. Panta medie a râului pe sectorul aferent județului este de l,65 %.
Cel mai important afluent al Argeșului este Dâmbovița care are la intrarea în județ o suprafață de bazin de 636 km2 și o lungime de 67 km, iar la ieșire o suprafață de bazin de 1120 km2 și o lungime de 157 km, confluența cu Argeșul fiind însă în afara județului Dâmbovița. Interfluviul dintre Dâmbovița și Ialomița este drenat, în zona de câmpie de Colentina și Ilfov, afluenți ai Dâmboviței, cu care se unește în județul Giurgiu.
Un alt afluent important al râului Argeș este Sabarul, care își culege apele de pe teritoriul județului Dâmbovița și pe care îl părăsește în apropierea comunei Potlogi, unde are o suprafață de bazin de 740 km2 și o lungime de 65 km. Partea de sud-vest a județului este drenată de râurile din zona superioară a bazinului Neajlov, afluent al Argeșului, cu care confluențează în județul Giurgiu. Debitele medii multianuale specifice variază pe teritoriul județului între 20 l/s*km2 în zona înaltă a Munților Bucegi și 5 l/s*km2, în zona de câmpie din sud. Debitul mediu multianual al Ialomiței la Băleni, situat imediat în amonte de confluența cu Cricovul Dulce, este de 10,1 m3/s, al Argeșului, la intrarea în județ, de 39,5 m3/s - debit care variază nesemnificativ până la ieșire - al Dâmboviței, la intrarea în județ de, 10,1 m3/s, iar la ieșire de 11,8 m3/s. Pe râurile ale căror bazine de recepție se află integral sau în majoritate în zona înaltă, cum ar fi de exemplu Ialomița la stația hidrologică Moroeni și Dâmbovița la stația hidrologică Malu cu Flori, volumele maxime de apă pe anotimpuri se scurg obișnuit primăvara (aprilie-iunie), iar cele minime în iarna (decembrie-februarie) reprezentând în medie cca. 40-50 % și, respectiv 10-15 % din cele anuale.
Lacurile sunt relativ slab reprezentate pe teritoriul județului Dâmbovița. În câmpie, sunt amenajate o serie de iazuri și heleștee (Nucet, Comișani, Bungetu, Băleni) de importanță locală. În bazinul superior al Ialomiței, în amonte de Cheile Orzei, se află lacurile de acumulare Bolboci și Scropoasa, care deservesc uzinele hidrocentralelor de la Dobrești si Moroeni. În zona Pucioasa există un lac de acumulare, având în aval o păstrăvărie și funcție turistică. 

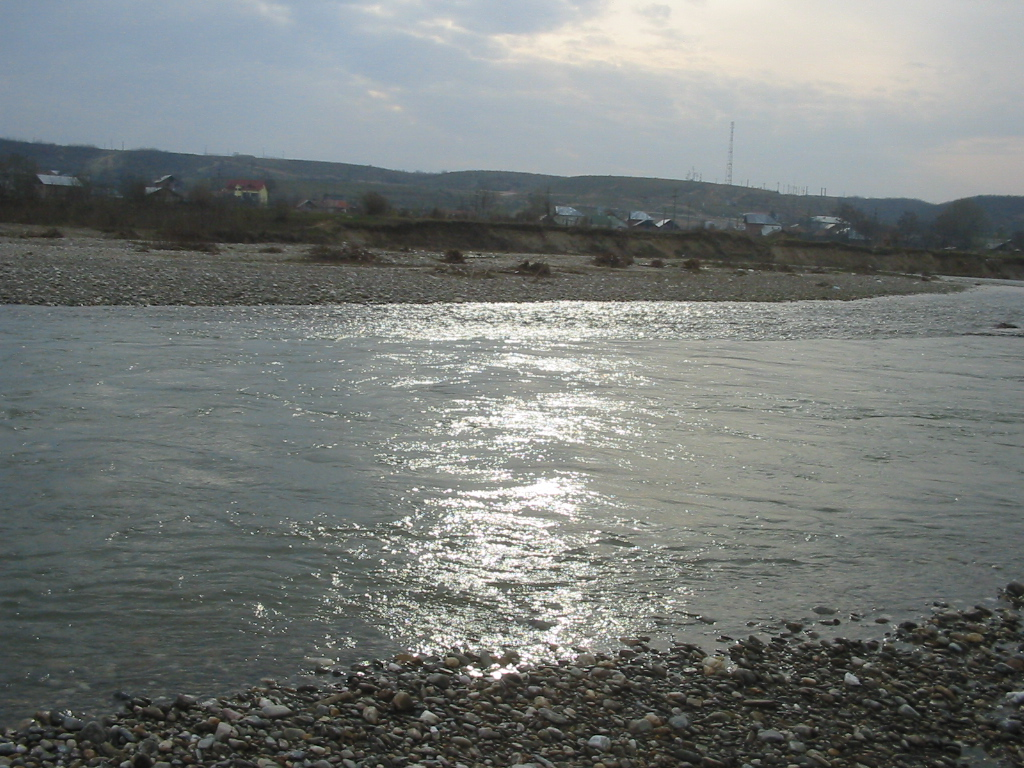
Râul Dâmbovița la Mănești

#### Apele subterane
Rezervele de ape subterane din cuprinsul județului Dâmbovița depind de gradul de permeabilitate, cât și de grosimea și extensiunea rocilor care le înmagazinează. Astfel, rocile compacte din zona montană sunt în general impermeabile pentru o bună parte a munților Leaota și Bucegi. Totuși, abundența și permanența izvoarelor dovedește existența apelor freatice, dar acestea sunt acumulate în depozitele de pantă și de la baza versanților. O situație mai aparte prezintă conglomeratele din sinclinalul Bucegilor, care au un grad de permeabilitate mai mare fața de depozitele constituente din jur, dar nu dau izvoare cu un debit prea mare. În zona de munte nu putem vorbi de prezența stratelor acvifere de adâncime. 
Depozitele constituente din zona subcarpatică au diferite grade de permeabilitate, în funcție de natura lor. Există strate acvifere locale în depozitele de pietrișuri, nisipuri și argile din formațiunile pliocene și pleistocene inferioare. Trebuie să remarcăm faptul că prin infiltrarea apelor superficiale în depozitele mio-pliocene, acestea suferă de cele mai multe ori un proces de mineralizare accentuată și apar, sau sunt întâlnite în foraje, ca ape minerale cu importanță mare pentru economia județului. Interfluviul dintre Dâmbovița și Argeș, exceptând luncile celor două râuri, este alcătuit din depozite de pietrișuri și nisipuri cu o permeabilitate bună. În colțul sud-vestic al județului, la sud de lunca Argeșului, în sectorul aferent Câmpiei Găvanu-Burdea, apele freatice au condiții foarte bune de înmagazinare, pietrișurile și nisipurile stratelor de Frătești fiind prezente la o mică adâncime sub cuvertura de loess. Aceleași depozite cu o granulometrie foarte favorabilă infiltrației și deci cu un orizont freatic foarte bine dezvoltat se întâlnesc și în luncile Argeșului și Dâmboviței pe întregul traseu din județ și de pe valea Ialomiței în aval de Pucioasa.

### Clima

#### Unitățile climatice
Teritoriul județului Dâmbovița aparține în proporție de cca. 80 % sectorului cu Climă temperat-continentală moderată: caracteristică ținutului climatic al Câmpiei Române și ținutului climatic al Subcarpaților) și în proporție de cca. 20 % sectorului caracteristic ținuturilor climatice ale munților mijlocii și înalți .

#### Regimul climatic general
Ținutul cu clima de câmpie se caracterizează prin veri foarte calde, cu precipitații moderate și ierni nu prea reci, cu viscole rare și intervale de încălzire frecvente, care duc la topirea stratului de zăpadă. Pentru sectorul cu clima continental-moderată sunt caracteristice verile răcoroase, cu precipitații abundente și ierni foarte reci, cu viscole frecvente și strat de zăpadă stabil pe o perioadă îndelungată. Ținutul Subcarpaților reprezintă caracteristici climatice intermediare.

#### Temperatura aerului
Temperatura aerului variază în limite largi din cauza diferențelor mari de altitudine a reliefului. Mediile anuale depășesc 10 °C în ținutul de câmpie (10,1 °C la Titu și Găești), coboară până sub 9 °C în ținutul Subcarpaților și variază între 6 și 0 °C în sectorul montan. Pe culmile cele mai înalte devin negative, coborând chiar sub -2 °C (-2,6 °C pe vîrful Omu). Mediile lunii celei mai calde, iulie, scad treptat de la câmpie (21,7 °C la Titu și Găești) către deal (21 °C la Târgoviște) și munte (cca .5 - 6 °C) pe culmile montane cele mai înalte). Mediile lunii celei mai reci, ianuarie, sunt ceva mai coborâte în câmpie (-2,9 °C la Titu și -3,2 °C la Găești) comparativ cu zona de dealuri (-2,3 °C la Târgoviște), din cauza frecventelor inversiuni termice care se dezvoltă în partea cea mai joasă a județului. Începând de la cca. 500 m în sus, mediile lunii ianuarie scad, paralel cu creșterea altitudinii, până la valori sub -10 °C. Pe culmile montane cele mai înalte, mediile lunare cele mai mici se înregistrează în februarie când ating chiar -11 °C. Maximele absolute înregistrate până în prezent au depășit 40 °C, în zonele de câmpie și de dealuri (40,4 °C la Târgoviște în ziua de 20 august 1946) și 22-25 °C în sectorul montan. Minimele absolute au coborât sub -30 °C în zona de câmpie (-31 °C la Găești în ziua de 24 ianuarie 1907) sub -28 °C, în zona deluroasă (-28,3 °C la Târgoviște în ziua de 25 ianuarie 1942) și până la -38 °C pe culmile montane cele mai înalte. Numărul mediu anual al zilelor de îngheț depășește 100 la câmpie, 110 în zona de dealuri (111,3 la Târgoviște) și 260 pe culmile cele mai înalte ale munților.

#### Precipitațiile atmosferice
Precipitațiile cresc substanțial odată cu altitudinea. Cantitățile medii anuale totalizează 512,1 mm la Potlogi, 500 mm la Târgoviște și peste 1300 mm pe culmile montane cele mai înalte. Cantitățile medii lunare cele mai mari se înregistrează în iunie și sunt de 80,1 mm la Dâmbovița, 85,l mm la Titu, 83,1 mm la Târgoviște și 170 mm pe munții cei mai înalți. Cantitățile medii lunare cele mai mici cad în februarie la câmpie (28,2 mm la Potlogi și 30,3 mm la Titu) și deal (22,1 mm pe culmile cele mai înalte). Cantitățile maxime căzute în 24 de ore au atins 95,6 mm la Titu (3 iulie 1939), 103,8 mm la Potlogi (20 iulie 1949), 135 mm la Găești (13 iulie 1941), 190 mm la Bilciurești (29 iunie 1928), 155,6 mm la Târgoviște (1 iulie 1924) și peste 110 mm pe munții înalți.

#### Stratul de zăpadă
Stratul de zăpadă prezintă o discontinuitate accentuată în partea joasă a județului și o mare stabilitate în cea înaltă. Durata medie anuală este mai mică de 50 zile la câmpie și mai mare de 215 zile pe culmile montane cele mai înalte. Grosimile medii decadale ating în ianuarie și februarie la câmpie valori de până la l0 - 15 cm, iar în ianuarie–martie, la munte valori de până la 30 – 50 cm.

## Politică și administrație
Județul Dâmbovița este administrat de un consiliu județean format din 34 consilieri. În urma alegerilor locale din 2024, consiliul este prezidat de Corneliu Ștefan de la PSD, iar componența politică a Consiliului este următoarea:
|  | Partid                          | Consilieri | Componența Consiliului | Componența Consiliului | Componența Consiliului | Componența Consiliului | Componența Consiliului | Componența Consiliului | Componența Consiliului | Componența Consiliului | Componența Consiliului | Componența Consiliului | Componența Consiliului | Componența Consiliului | Componența Consiliului | Componența Consiliului | Componența Consiliului | Componența Consiliului | Componența Consiliului | Componența Consiliului | Componența Consiliului | Componența Consiliului | Componența Consiliului | Componența Consiliului |
|  | ------------------------------- | ---------- | ---------------------- | ---------------------- | ---------------------- | ---------------------- | ---------------------- | ---------------------- | ---------------------- | ---------------------- | ---------------------- | ---------------------- | ---------------------- | ---------------------- | ---------------------- | ---------------------- | ---------------------- | ---------------------- | ---------------------- | ---------------------- | ---------------------- | ---------------------- | ---------------------- | ---------------------- |
|  | Partidul Social Democrat        | 22         |                        |                        |                        |                        |                        |                        |                        |                        |                        |                        |                        |                        |                        |                        |                        |                        |                        |                        |                        |                        |                        |                        |
|  | Partidul Național Liberal       | 9          |                        |                        |                        |                        |                        |                        |                        |                        |                        |                        |                        |                        |                        |                        |                        |                        |                        |                        |                        |                        |                        |                        |
|  | Alianța pentru Unirea Românilor | 3          |                        |                        |                        |                        |                        |                        |                        |                        |                        |                        |                        |                        |                        |                        |                        |                        |                        |                        |                        |                        |                        |                        |

## Diviziuni administrative
Județul este format din 89 unități administrativ-teritoriale: 2 municipii, 5 orașe și 82 de comune.
Lista de mai jos conține unitățile administrativ-teritoriale din județul Dâmbovița.
| Stemă              | Nume               | Tip de localitate            | Populație          | Imagine            |
| Municipii și orașe | Municipii și orașe | Municipii și orașe           | Municipii și orașe | Municipii și orașe |
| ------------------ | ------------------ | ---------------------------- | ------------------ | ------------------ |
|                    | Moreni             | municipiu                    | 15.472             |                    |
|                    | Târgoviște         | municipiu reședință de județ | 66.965             |                    |
|                    | Fieni              | oraș                         | 6.378              |                    |
|                    | Găești             | oraș                         | 12.583             |                    |
|                    | Pucioasa           | oraș                         | 12.953             |                    |
|                    | Răcari             | oraș                         | 6.306              |                    |
|                    | Titu               | oraș                         | 9.291              |                    |
| Comune             |                    |                              |                    |                    |
|                    | Aninoasa           | comună                       | 6.344              |                    |
|                    | Bezdead            | comună                       | 4.595              |                    |
|                    | Bilciurești        | comună                       | 1.889              |                    |
|                    | Braniștea          | comună                       | 4.398              |                    |
|                    | Brezoaele          | comună                       | 4.012              |                    |
|                    | Brănești           | comună                       | 4.097              |                    |
|                    | Buciumeni          | comună                       | 4.586              |                    |
|                    | Bucșani            | comună                       | 6.864              |                    |
|                    | Butimanu           | comună                       | 2.435              |                    |
|                    | Băleni             | comună                       | 8.368              |                    |
|                    | Bărbulețu          | comună                       | 2.361              |                    |
|                    | Ciocănești         | comună                       | 5.571              |                    |
|                    | Cobia              | comună                       | 3.180              |                    |
|                    | Cojasca            | comună                       | 8.276              |                    |
|                    | Comișani           | comună                       | 5.400              |                    |
|                    | Conțești           | comună                       | 5.123              |                    |
|                    | Corbii Mari        | comună                       | 8.316              |                    |
|                    | Cornești           | comună                       | 7.142              |                    |
|                    | Cornățelu          | comună                       | 1.675              |                    |
|                    | Costeștii din Vale | comună                       | 3.485              |                    |
|                    | Crevedia           | comună                       | 7.750              |                    |
|                    | Crângurile         | comună                       | 3.394              |                    |
|                    | Cândești           | comună                       | 2.886              |                    |
|                    | Dobra              | comună                       | 3.657              |                    |
|                    | Doicești           | comună                       | 4.584              |                    |
|                    | Dragodana          | comună                       | 6.775              |                    |
|                    | Dragomirești       | comună                       | 8.867              |                    |
|                    | Dărmănești         | comună                       | 4.810              |                    |
|                    | Finta              | comună                       | 4.225              |                    |
|                    | Glodeni            | comună                       | 4.226              |                    |
|                    | Gura Foii          | comună                       | 2.140              |                    |
|                    | Gura Ocniței       | comună                       | 7.319              |                    |
|                    | Gura Șuții         | comună                       | 5.462              |                    |
|                    | Hulubești          | comună                       | 3.101              |                    |
|                    | I.L. Caragiale     | comună                       | 7.697              |                    |
|                    | Iedera             | comună                       | 4.052              |                    |
|                    | Lucieni            | comună                       | 3.131              |                    |
|                    | Ludești            | comună                       | 5.137              |                    |
|                    | Lungulețu          | comună                       | 5.586              |                    |
|                    | Malu cu Flori      | comună                       | 2.484              |                    |
|                    | Mogoșani           | comună                       | 4.444              |                    |
|                    | Moroeni            | comună                       | 5.227              |                    |
|                    | Morteni            | comună                       | 3.042              |                    |
|                    | Moțăieni           | comună                       | 2.069              |                    |
|                    | Mănești            | comună                       | 5.127              |                    |
|                    | Mătăsaru           | comună                       | 5.462              |                    |
|                    | Niculești          | comună                       | 4.964              |                    |
|                    | Nucet              | comună                       | 4.057              |                    |
|                    | Ocnița             | comună                       | 4.325              |                    |
|                    | Odobești           | comună                       | 5.183              |                    |
|                    | Perșinari          | comună                       | 2.750              |                    |
|                    | Petrești           | comună                       | 5.791              |                    |
|                    | Pietrari           | comună                       | 2.533              |                    |
|                    | Pietroșița         | comună                       | 3.170              |                    |
|                    | Poiana             | comună                       | 3.739              |                    |
|                    | Potlogi            | comună                       | 8.981              |                    |
|                    | Produlești         | comună                       | 3.427              |                    |
|                    | Pucheni            | comună                       | 1.861              |                    |
|                    | Raciu              | comună                       | 3.464              |                    |
|                    | Runcu              | comună                       | 4.327              |                    |
|                    | Râu Alb            | comună                       | 1.564              |                    |
|                    | Răscăeți           | comună                       | 2.241              |                    |
|                    | Răzvad             | comună                       | 8.521              |                    |
|                    | Slobozia Moară     | comună                       | 2.165              |                    |
|                    | Sălcioara          | comună                       | 4.081              |                    |
|                    | Tărtășești         | comună                       | 5.874              |                    |
|                    | Tătărani           | comună                       | 5.225              |                    |
|                    | Uliești            | comună                       | 4.407              |                    |
|                    | Ulmi               | comună                       | 4.359              |                    |
|                    | Valea Lungă        | comună                       | 4.770              |                    |
|                    | Valea Mare         | comună                       | 2.400              |                    |
|                    | Vișina             | comună                       | 4.103              |                    |
|                    | Vișinești          | comună                       | 1.974              |                    |
|                    | Vlădeni            | comună                       | 2.807              |                    |
|                    | Voinești           | comună                       | 7.203              |                    |
|                    | Vulcana-Băi        | comună                       | 3.052              |                    |
|                    | Vulcana-Pandele    | comună                       | 5.134              |                    |
|                    | Vârfuri            | comună                       | 1.842              |                    |
|                    | Văcărești          | comună                       | 5.246              |                    |
|                    | Văleni-Dâmbovița   | comună                       | 2.754              |                    |
|                    | Șelaru             | comună                       | 3.494              |                    |
|                    | Șotânga            | comună                       | 7.143              |                    |

## Mass-media
Televiziuni care activează în județul Dâmbovița: Partener TV, Columna TV și MDI

## Personalități
- Abramescu, Nicolae, matematician;
- Alexandrescu, Grigore, poet;
- Antonescu, Napoleon Niculae, profesor universitar, membru al Academiei de Științe Tehnice ASTR;
- Antonescu, Mihai, avocat, politician, ministru;
- Bădulescu, Victor, economist, membru al Academiei Române;
- Bănică, Ion, profesor universitar, membru al Academiei de Științe Tehnice ASTR;
- Berbente, Corneliu, profesor universitar, fost prorector al UPB, membru al Academiei de Științe Tehnice ASTR, epigramist;
- Blendea, Vasile, pictor, sculptor;
- Brătescu-Voinești, Ioan Alexandru, scriitor;
- Bujor, Rodica, solistă muzică populară;
- Bulandra Tony, actor și director de teatru;
- Burzo, Emil, fizician, profesor universitar, membru  Academia Română;
- Cantacuzino, Constantin (stolnic), umanist, istoric, geograf;
- Carabella, Constantin , funționar, primar al Târgoviștei, susținător al culturii, filantrop;
- Caragiale, Ion Luca, scriitor;
- Cârneci, Maria, solistă de muzică populară;
- Cârlova, Vasile, poet;
- Cîrstea, Sorana, jucătoare de tenis;
- Ciorănescu, Alexandru, autor, diplomat, director literar, dramaturg, enciclopedist, eseist, lingvist, etimolog, istoric, poet, prozator român;
- Coresi, Diaconul, traducător și meșter tipograf;
- Cristea, Tudor, scriitor, jurnalist;
- Cucui, Ion, profesor universitar, fost rector la Universitatea Valahia din Târgoviște;
- Dan Toma Dulciu, scriitor;
- Dănilescu, Constantin, șef de club;
- Diaconescu, Ion, om politic și activist anticomunist, membru al Partidului Național Țărănesc, parlamentar și președinte al Camerei Deputaților;
- Dimitriu D. Constantin, avocat, deputat și senator liberal, președintele Senatului, ministru la Comunicații și la Muncă, Sănătate și Ocrotiri Sociale;
- Dinu, Cornel, fotbalist, antrenor;
- Dobromir din Târgoviște, pictor de biserici sec.XVI;
- Dolanescu Ion, cantaret de muzica populara;
- Drăgan, Dida, solistă muzică ușoară, poetă, scriitoare;
- Drăgan, Mircea, regizor, fost rector la Institutul de Artă Teatrală și Cinematografică București;
- Eremia, Mircea, profesor universitar, membru al Academiei de Știinte Tehnice ASTR;
- Fernic Ionel, compozitor, aviator, parașutist;
- Georgescu, Florin, tenor;
- Ghica, Ion, om politic, diplomat, fost prim-ministru al României de 4 ori, fost președinte al Academiei Române;
- Ghiță, Constantin, profesor universitar, fost prorector la Universitatea Valahia din Târgoviște;
- Greceanu, Radu, cronicar;
- Grigorescu, Nicolae, pictor;
- Hadăr, Anton, profesor universitar, președinte Alma-Mater;
- Ilovici, Mihail, scriitor;
- Ion, Laurențiu, poet;
- Ionescu-Târgoviște Constantin , medic, profesor universitar, membru titular al Academiei Române;
- Ludescu, Stoica, cronicar;
- Stroe, Constantin, inginer, fost director general Dacia Pitești;
- Macarie, cronicar, tipograf, autorul primei cărți publicate în România în 1508;
- Mihăiță, George, actor, director la Teatru de Comedie București;
- Miriță, Vlad, cântăreț pop, tenor;
- Moșoiu, Tiberiu,  jurist, profesor universitar, om politic, primar al municipiului Oradea, Guvernator al Băncii Naționale;
- Neagu, Nicolae, scriitor;
- Niculescu, Maria, profesor universitar, fost ambasador al Organismului Mondial al Francofoniei la Uniunea Europeană;
- Niculescu, Ștefan, compozitor, muzicolog;
- Onesa, Anda, actriță;
- Oprea, Marius, poet și istoric;
- Paliga, Sorin, lingvist;
- Pandelescu, Vasile, acordeonist;
- Penescu, Lucian, scriitor și economist;
- Petre Constantin, pictor;
- Petrescu (Ceaușescu) Elena, soția președintelui R.S.R. Nicolae Ceaușescu;
- Popescu, Gabriel, gravor;
- Popescu, Niculae, preot, istoric român, membru titular al Academiei Române;
- Poroineanu, Constantin, avocat și filantrop român;
- Potopeanu, Gheorghe, general, ministru de finanțe;
- Radu, N. Ioan, rachetomodelist, profesor de matematică;
- Raicu, Șerban, profesor universitar, fost rector la UPB, membru al Academiei de Științe Tehnice ASTR;
- Răducă, Vasile, teolog;
- Rădulescu, Ion Heliade, scriitor, filolog, politician, primul președinte al Academiei Române;
- Reghecampf, Laurențiu, fotbalist, antrenor;
- Sărăroiu, Ileana, solistă muzică populară;
- Schumacher, Ovidiu, actor;
- Simionescu, Mircea Horia, scriitor;
- Stan, Mihai, scriitor, Președinte Societatea Scriitorilor Târgovișteni;
- Stark Alexandru, reporter radio și TV, scenarist, jurnalist, scriitor, traducător și publicist;
- Stoica, Laura, solistă muzică ușoară;
- Stolojan, Teodor, economist, om politic, fost prim-ministru al României;
- Țuțuianu, Adrian, avocat, senator, ministru;
- Vasile, Nicolae, inventator, fost director general al ICPE, profesor universitar, membru al Academiei de Științe Tehnice ASTR, poet, prozator;
- Vasilescu, Emil, istoric și critic literar, bibliolog, jurnalist, scriitor, director Revista Bibliotheca;
- Văcărescu, Alecu, poet;
- Văcărescu, Ienăchiță, cronicar, filozof, poet, istoric, autorul primei gramatici românesti tipărite;
- Văcărescu, Nicolae, poet;
- Vlădescu, Matei, general și politician;
- Voicu, Victor, profesor universitar, vicepreședinte al Academiei Române;
- Zamfir, Gheorghe, solist de nai, compozitor.